# 10. децембар
10. децембар (10.12.) је 344. дан године по грегоријанском календару (345. у преступној години). До краја године има још 21 дан.

## Догађаји
- 1508 — Формирана Камбрејска лига, савез против Венеције који су склопили папа Јулије II, француски краљ Луј XII, арагонски краљ Фердинанд II и римско-немачки цар Максимилијан I.
- 1520 — Немачки црквени реформатор Мартин Лутер у Витенбергу јавно спалио булу у којој му је папа Лав X запретио проклетством ако се у року од 60 дана не одрекне јереси. У јануару 1521. Лутер екскомунициран из римокатоличке цркве.
- 1708 — Савезничке снаге су почеле опсаду француског град Лил током Рата за шпанско наслеђе.
- 1768 — У Лондону је основана Краљевска академија, а за првог председника је постављен Џошуа Рејнолдс.
- 1810 — Наполеон Бонапарта Француској прикључио немачке градове Хановер, Бремен, Хамбург, Лауенбург и Либек.
- 1845 — Енглески грађевински инжењер Роберт Томпсон патентирао прве пнеуматске гуме.
- 1848 — Луј Наполеон надмоћном већином од преко четири милиона гласова добио изборе за председника Француске. Четири године касније извео државни удар и прогласио се царем Наполеоном III.
- 1868 — Први семафори за регулисање саобраћаја у свету почели да раде у Лондону, на тргу испред зграде парламента Велике Британије.
- 1895 — Основано Друштво за унапређење и улепшавање Сокобање, што се сматра зачетком туризма у Србији. Сокобања, у којој су често на одмору боравили кнезови Милош и Михаило Обреновић, помиње се као лечилиште још у старом Риму и раној Византији.
- 1898 — Потписан Париски мировни уговор којим је окончан америчко-шпански рат. Шпанија се одрекла Кубе и Порторика, а за 20 милиона долара уступила Американцима Филипине и Гвам.
- 1902 — Завршена је изградња Асуанске бране у Египту, којом је регулисан ток Нила.
- 1936 — Абдицирао британски краљ Едвард VIII јер није желео да се одрекне женидбе са Американком Волис Симпсон, како је то од њега тражио премијер Стенли Болдвин. После абдикације добио титулу војводе од Виндзора. Наследио га Џорџ VI.
- 1941 — Јапански авиони у Другом светском рату у Јужнокинеском мору потопили британске ратне бродове „Рипалс“ и „Принц од Велса“, на којима је погинуло око 800 људи.
- 1948 — Генерална скупштина Уједињених нација усвојила Универзалну декларацију о правима човека. Тај датум обележава се као Дан људских права.
- 1954 — Српски и хрватски писци и лингвисти постигли Новосадски договор о српскохрватском књижевном језику, који је потписало 25 угледних стручњака за језик.
- 1963 — Занзибар, британски протекторат од 1890, стекао независност у оквиру Британског комонвелта. Наредне године постао република и с Тангањиком створио нову државу која је добила назив Танзанија.
- 1964 — Нобелову награду за мир добио Американац Мартин Лутер Кинг, борац за грађанска права црнаца.
- 1967 — Прва комерцијална термонуклеарна експлозија извршена у Новом Мексику у САД ради вађења природног гаса.
- 1980 — Милтон Оботе проглашен за председника Уганде, као први афрички шеф државе који се вратио на власт после збацивања војним ударом. Војска га 1985. други пут збацила са власти.
- 1991 — Југословенска народна армија се повукла из Загреба и Хрватске, али су борбе Срба и хрватских снага настављене.
- 1996 — Председник Јужне Африке Нелсон Мандела потписао Устав којим су сви грађани, без обзира на расу, изједначени пред законом, као завршни чин у демонтирању система апартхејда у тој земљи.
- 1998 — Хашки трибунал осудио босанског Хрвата Анту Фурунџију на 10 година затвора због мучења и силовања заточеника у босанском рату. То је била прва пресуда којом је силовање означено као ратни злочин.
- 2001 —
  - У Приштини конституисана Скупштина Космета, прва од доласка међународних снага у Покрајину, у јулу 1999. За председника изабран Албанац Неџат Даци, а представници Срба Оливер Ивановић и Гојко Савић постали чланови петочланог Председништва Скупштине.
  - Генерални секретар УН Кофи Анан добио Нобелову награду за мир.
- 2003 —
  - Шеф УНМИК-а Хари Холкери у Приштини представио документ „Стандарди за Косово“ чија ће примена бити од значаја код оцењивања да ли је Космет достигло стандарде демократског друштва које међународна заједница тражи пре почетка решавања статуса Космета. Документ прихватио и Савет безбедности УН.
  - Хашки трибунал осудио бившег официра Војске Републике Српске Драгана Обреновића, који је признао кривицу, на 17 година затвора због ратних злочина над муслиманима у Сребреници у јулу 1995.
- 2021 — Народна скупштина Републике Српске усвојила је  Декларацију о уставним принципима којом је предвиђено да Влада, у сарадњи са председницом Републике, припреми текст Устава Републике Српске којим ће се потврдити све надлежности Српске, осим оних које по Уставу Босне и Херцеговине припадају БиХ.

## Рођења
- 1822 — Сезар Франк, француски композитор, пијаниста, оргуљаш и професор музике. (прем. 1890)[1]
- 1830 — Емили Дикинсон, америчка књижевница. (прем. 1886)[2]
- 1851 — Мелвил Дјуи, амерички библиотекар. (прем. 1931)[3]
- 1870 — Адолф Лос, аустријско-чешки архитекта. (прем. 1933)[4]
- 1889 — Лудвиг Анценгрубер, аустријски драматург, романописац и песник. (рођ. 1839)[5]
- 1891 — Нели Закс, немачко-шведска књижевница. (прем. 1970)[6]
- 1924 — Младен Јагушт, југословенски диригент. (прем. 2025)[7]
- 1933 — Мако Ивамацу, јапански глумац. (прем. 2006)[8]
- 1935 — Јаромил Јиреш, чешки редитељ и сценариста. (прем. 2001)
- 1947 — Драгомир Брајковић, српски књижевник и новинар. (прем. 2009)[9]
- 1948 — Душан Бајевић, босанскохерцеговачки фудбалер и фудбалски тренер.[10]
- 1950 — Мирослав Илић, српски певач.[11]
- 1955 — Горан Ивандић, босанскохерцеговачки музичар, најпознатији као бубњар групе Бијело дугме. (прем. 1994)
- 1956 — Род Благојевић, амерички политичар српског порекла.[12]
- 1957 — Мајкл Кларк Данкан, амерички глумац. (прем. 2012)[13]
- 1960 — Кенет Брана, северноирски глумац, редитељ, продуцент и сценариста.[14]
- 1962 — Миодраг Марковић, историчар уметности. [15]
- 1964 — Едит Гонзалез, мексичка глумица и плесачица. (прем. 2019)
- 1966 — Исидора Бјелица, српска књижевница и ТВ водитељка. (прем. 2020)[16]
- 1972 — Брајан Молко, шкотски музичар, најпознатији као фронтмен групе Placebo.
- 1973 — Габријела Спаник, венецуеланска глумица.
- 1973 — Данијела Спаник, венецуеланска глумица, модел и ТВ водитељка.
- 1974 — Мег Вајт, америчка музичарка, најпознатија као чланица групе The White Stripes.[17]
- 1980 — Ђорђе Миљеновић, српски хип хоп музичар.
- 1984 — Ромео Травис, америчко-македонски кошаркаш.[18]
- 1988 — Мичел Доналд, холандски фудбалер.[19][20]
- 1988 — Невен Суботић, српски фудбалер.[21][22][23]
- 1991 — Кики Бертенс, холандска тенисерка.[24]
- 1996 — Јонас Вингегор, дански бициклиста.

## Смрти
- 1041 — Михајло IV Пафлагонац, византијски цар. (рођ. 1010)
- 1603 — Вилијам Гилберт, енглески лекар и физичар. (рођ. 1544)[25]
- 1889 — Анте Ковачић, хрватски романописац, новелиста и песник. (рођ. 1854)[26]
- 1896 — Алфред Нобел, шведски индустријалац, проналазач динамита. (рођ. 1833)[27]
- 1926 — Никола Пашић, српски и југословенски политичар. (рођ. 1845)[28]
- 1936 — Луиђи Пирандело, италијански књижевник, нобеловац. (рођ. 1867)[29]
- 1995 — Саша Божовић рођена Магазиновић српска лекарка и књижевница, учесница Народноослободилачке борбе. (рођ. 1912)
- 1999 — Фрањо Туђман, председник Хрватске. (рођ. 1922)[30]
- 2006 — Аугусто Пиноче, чилеански генерал и државник, диктатор. (рођ. 1915)[31]
- 2010 — Аљоша Шаровић, хуманиста и борац за људска права. (рођ. 1919)

## Празници и дани сећања
- Српска православна црква данас прославља
  - Свети мученик Јаков Персијанац
  - Свети Јаков Ростовски